# Hanzhong
Hanzhong (chinois : 汉中 ; pinyin : Hànzhōng) est une ville du sud de la province du Shaanxi en Chine. Sa population était de 229 400 habitants en 2001.

## Économie
En 2004, le PIB total a été de 19,3 milliards de yuans.

## Subdivisions administratives
La ville-préfecture de Hanzhong exerce sa juridiction sur onze subdivisions[réf. nécessaire] - un district et dix xian :
- le district de Hantai - 汉台区 Hàntái Qū ;
- le xian de Nanzheng - 南郑县 Nánzhèng Xiàn ;
- le xian de Chenggu - 城固县 Chénggù Xiàn ;
- le xian de Yang - 洋县 Yáng Xiàn ;
- le xian de Xixiang - 西乡县 Xīxiāng Xiàn ;
- le xian de Mian - 勉县 Miǎn Xiàn ;
- le xian de Ningqiang - 宁强县 Níngqiáng Xiàn ;
- le xian de Lueyang - 略阳县 Lüèyáng Xiàn ;
- le xian de Zhenba - 镇巴县 Zhènbā Xiàn ;
- le xian de Liuba - 留坝县 Liúbà Xiàn ;
- le xian de Foping - 佛坪县 Fópíng Xiàn.